# Cagliari Calcio 1983-1984
Questa voce raccoglie le informazioni riguardanti il Cagliari Calcio nelle competizioni ufficiali della stagione 1983-1984.

## Avvenimenti
Nella stagione 1983-1984 il Cagliari disputa il diciannovesimo campionato di Serie B della sua storia. Dopo la retrocessione dal massimo campionato, i propositi sono stati di risalire subito, ma hanno dovuto fare i conti con un torneo cadetto piuttosto difficile, dominato dalle squadre lombarde. Il Cagliari ha disputato un campionato tranquillo, senza sussulti, i 36 punti raccolti sono risultati equamente divisi tra andata e ritorno, senza velleità di promozione, né timori di essere risucchiati nelle zone paludose. Miglior marcatore stagionale Luigi Piras con 8 reti, una in Coppa Italia e sette in campionato, bene anche il peruviano Julio César Uribe con 6 reti, due in Coppa Italia e quattro in campionato.
Nella Coppa Italia la squadra sarda, prima del campionato, ha disputato il settimo girone di qualificazione, che ha promosso Verona e Reggiana agli ottavi di finale.

## Divise e sponsor
Lo sponsor tecnico per la stagione 1983-1984 fu Ennerre, mentre lo sponsor ufficiale fu, a partire da gennaio, OTC-Overseas Travel Center.
| Casa | Trasferta |  |

## Organigramma societario
Area direttiva
- Presidente: Alvaro Amarugi

Area sanitaria
- Medico sociale: Oreste Murgia
- Massaggiatore: Domenico Duri

Area tecnica
- Allenatore: Mario Tiddia
- Allenatore in seconda: Adriano Reginato
- Allenatore Primavera: Nené

## Rosa
| N. |                   | Ruolo | Calciatore         |
| -- | ----------------- | ----- | ------------------ |
|    | Italia (bandiera) | P     | Daniele Goletti    |
|    | Italia (bandiera) | P     | Vincenzo Minguzzi  |
|    | Italia (bandiera) | D     | Marco De Simone    |
|    | Italia (bandiera) | D     | Antonino Imborgia  |
|    | Italia (bandiera) | D     | Oreste Lamagni     |
|    | Italia (bandiera) | D     | Domenico Maggiora  |
|    | Italia (bandiera) | D     | Sandro Loi         |
|    | Italia (bandiera) | D     | Mauro Valentini    |
|    | Italia (bandiera) | D     | Giovanni Vavassori |
|    | Italia (bandiera) | C     | Giuseppe Bellini   |
|    | Italia (bandiera) | C     | Guido Biondi       |
|    | Italia (bandiera) | C     | Antonio Crusco     |

| N. |                   | Ruolo | Calciatore         |
| -- | ----------------- | ----- | ------------------ |
|    | Italia (bandiera) | C     | Vincenzo Marino    |
|    | Italia (bandiera) | C     | Fabio Poli         |
|    | Italia (bandiera) | C     | Roberto Quagliozzi |
|    | Italia (bandiera) | C     | Antonio Ravot      |
|    | Italia (bandiera) | C     | Massimo Rovellini  |
|    | Italia (bandiera) | C     | Maurizio Sacchi    |
|    | Perù (bandiera)   | C     | Julio César Uribe  |
|    | Italia (bandiera) | C     | Davide Zannoni     |
|    | Italia (bandiera) | A     | Andrea Carnevale   |
|    | Italia (bandiera) | A     | Massimo Gori       |
|    | Italia (bandiera) | A     | Luigi Piras        |

## Risultati

### Serie B

#### Girone di andata
| Arbitro: | Bianciardi (Siena) |

|           |           |  |
| Uribe 69’ | Marcatori |  |

| Arbitro: | Pezzella (Frattamaggiore) |

|                         |           |  |
| A. Carnevale 42’ (aut.) | Marcatori |  |

| Arbitro: | Facchin (Udine) |

|           |           |  |
| Piras 29’ | Marcatori |  |

| Arbitro: | Lombardo (Marsala) |

|             |           |  |
| Coppola 72’ | Marcatori |  |

| Arbitro: | Ongaro (Rovigo) |

|                  |           |             |
| A. Carnevale 40’ | Marcatori | 29’ Cinello |

| Arbitro: | Angelelli (Terni) |

|                           |           |                  |
| Bongiorni 24’ Strappa 38’ | Marcatori | 60’ (rig.) Piras |

| Cagliari 23 ottobre 1983 7ª giornata | Cagliari         | 0 – 0 | Perugia | Stadio Sant'Elia\| Arbitro: \| Paparesta (Bari) \| |
| Arbitro:                             | Paparesta (Bari) |       |         |                                                    |

| Cesena 30 ottobre 1983 8ª giornata | Cesena               | 0 – 0 | Cagliari | Stadio La Fiorita\| Arbitro: \| Polacco (Conegliano) \| |
| Arbitro:                           | Polacco (Conegliano) |       |          |                                                         |

| Arbitro: | Lops (Torino) |

|                     |           |             |
| Ravot 59’ Piras 73’ | Marcatori | 10’ Perrone |

| Arbitro: | De Marchi (Novara) |

|             |           |               |
| Bellini 53’ | Marcatori | 62’ Maritozzi |

| Arbitro: | Leni (Perugia) |

|           |           |  |
| Butti 41’ | Marcatori |  |

| Arbitro: | Da Pozzo (Monza) |

|             |           |                      |
| Paciocco 5’ | Marcatori | 86’ Lamagni 89’ Gori |

| Cagliari 4 dicembre 1983 13ª giornata | Cagliari      | 0 – 0 | Catanzaro | Stadio Sant'Elia\| Arbitro: \| Testa (Prato) \| |
| Arbitro:                              | Testa (Prato) |       |           |                                                 |

| Arbitro: | Tubertini (Bologna) |

|                               |           |            |
| Vialli 49’ Finardi 79’ (rig.) | Marcatori | 11’ Marino |

| Arbitro: | Polacco (Conegliano) |

|                    |           |  |
| Biondi 4’ Poli 53’ | Marcatori |  |

| Arbitro: | Pirandola (Lecce) |

|                     |           |                                  |
| Biondi 42’ Poli 62’ | Marcatori | 31’ (aut.) Vavassori 74’ Fiorini |

| Arbitro: | Menicucci (Firenze) |

|             |           |           |
| Ugolotti 6’ | Marcatori | 72’ Piras |

| Cagliari 15 gennaio 1984 18ª giornata | Cagliari        | 0 – 0 | Monza | Stadio Sant'Elia\| Arbitro: \| Facchin (Udine) \| |
| Arbitro:                              | Facchin (Udine) |       |       |                                                   |

| Arbitro: | Leni (Perugia) |

|                                    |           |                       |
| Di Carlo 29’ Malisan 59’ Sella 82’ | Marcatori | 33’ Bellini 70’ Piras |

#### Girone di ritorno
| Bergamo 29 gennaio 1984 20ª giornata | Atalanta      | 0 – 0 | Cagliari | Stadio Comunale\| Arbitro: \| Testa (Prato) \| |
| Arbitro:                             | Testa (Prato) |       |          |                                                |

| Arbitro: | Lanese (Messina) |

|  |           |               |
|  | Marcatori | 46’ Lucarelli |

| Arbitro: | Da Pozzo (Monza) |

|              |           |           |
| De Biasi 11’ | Marcatori | 71’ Uribe |

| Arbitro: | Menicucci (Firenze) |

|            |           |  |
| Biondi 26’ | Marcatori |  |

| Arbitro: | Casarin (Milano) |

|                    |           |  |
| Cinello 35’ (rig.) | Marcatori |  |

| Cagliari 11 marzo 1984 25ª giornata | Cagliari                  | 0 – 0 | Varese | Stadio Sant'Elia\| Arbitro: \| Pezzella (Frattamaggiore) \| |
| Arbitro:                            | Pezzella (Frattamaggiore) |       |        |                                                             |

| Arbitro: | Pirandola (Lecce) |

|                 |           |  |
| Amenta 21’, 34’ | Marcatori |  |

| Arbitro: | Da Pozzo (Monza) |

|          |           |  |
| Poli 10’ | Marcatori |  |

| Arbitro: | Testa (Prato) |

|                  |           |          |
| De Falco 9’, 35’ | Marcatori | 56’ Gori |

| Cava de' Tirreni 8 aprile 1984 29ª giornata | Cavese          | 0 – 0 | Cagliari | Stadio Comunale\| Arbitro: \| Magni (Bergamo) \| |
| Arbitro:                                    | Magni (Bergamo) |       |          |                                                  |

| Arbitro: | Paparesta (Bari) |

|           |           |                          |
| Piras 64’ | Marcatori | 55’ Tempestilli 76’ Fusi |

| Cagliari 21 aprile 1984 31ª giornata | Cagliari          | 0 – 0 | Lecce | Stadio Sant'Elia\| Arbitro: \| Pairetto (Torino) \| |
| Arbitro:                             | Pairetto (Torino) |       |       |                                                     |

| Arbitro: | Altobelli (Roma) |

|             |           |          |
| Lorenzo 31’ | Marcatori | 18’ Poli |

| Cagliari 6 maggio 1984 33ª giornata | Cagliari      | 0 – 0 | Cremonese | Stadio Sant'Elia\| Arbitro: \| Longhi (Roma) \| |
| Arbitro:                            | Longhi (Roma) |       |           |                                                 |

| Arbitro: | Ballerini (La Spezia) |

|  |           |                         |
|  | Marcatori | 36’ (aut.) D'Alessandro |

| Arbitro: | Pieri (Genova) |

|             |           |  |
| Fiorini 77’ | Marcatori |  |

| Arbitro: | Pirandola (Lecce) |

|                      |           |  |
| Biondi 17’ Uribe 66’ | Marcatori |  |

| Arbitro: | Barbaresco (Cormons) |

|                            |           |                                        |
| Marronaro 5’, 32’ Ambu 56’ | Marcatori | 33’ Uribe 43’ Valentini 60’ Quagliozzi |

| Arbitro: | Magni (Bergamo) |

|                      |           |             |
| Crusco 11’ Piras 61’ | Marcatori | 89’ Malisan |

### Coppa Italia

#### Settimo girone
| Carrara 21 agosto 1983 1ª giornata | Carrarese           | 0 – 0 | Cagliari | Stadio dei Marmi\| Arbitro: \| Lamorgese (Potenza) \| |
| Arbitro:                           | Lamorgese (Potenza) |       |          |                                                       |

| Arbitro: | Vitali (Bologna) |

|                  |           |           |
| Piras 27’ (aut.) | Marcatori | 42’ Uribe |

| Cagliari 28 agosto 1983 3ª giornata | Cagliari      | 0 – 0 | Reggiana | Stadio Sant'Elia\| Arbitro: \| Redini (Pisa) \| |
| Arbitro:                            | Redini (Pisa) |       |          |                                                 |

| Arbitro: | Esposito (Torre del Greco) |

|                |           |  |
| Cantarutti 70’ | Marcatori |  |

| Arbitro: | Ballerini (La Spezia) |

|                     |           |                             |
| Piras 12’ Uribe 76’ | Marcatori | 58’ Galderisi 70’ Sacchetti |

## Statistiche

### Statistiche di squadra
| Competizione | Punti | In casa | In casa | In casa | In casa | In casa | In casa | In trasferta | In trasferta | In trasferta | In trasferta | In trasferta | In trasferta | Totale | Totale | Totale | Totale | Totale | Totale | DR |
| Competizione | Punti | G       | V       | N       | P       | Gf      | Gs      | G            | V            | N            | P            | Gf           | Gs           | G      | V      | N      | P      | Gf     | Gs     | DR |
| ------------ | ----- | ------- | ------- | ------- | ------- | ------- | ------- | ------------ | ------------ | ------------ | ------------ | ------------ | ------------ | ------ | ------ | ------ | ------ | ------ | ------ | -- |
| Serie B      | 36    | 19      | 8       | 9       | 2       | 17      | 9       | 19           | 2            | 7            | 10           | 14           | 23           | 38     | 10     | 16     | 12     | 31     | 32     | -1 |
| Coppa Italia |       | 2       | 0       | 2       | 0       | 2       | 2       | 3            | 0            | 2            | 1            | 1            | 2            | 5      | 0      | 4      | 1      | 3      | 4      | -1 |
| Totale       |       | 21      | 8       | 11      | 2       | 19      | 11      | 22           | 2            | 9            | 11           | 15           | 25           | 43     | 10     | 20     | 13     | 34     | 36     | -2 |

### Statistiche dei giocatori[4]
| Giocatore        | Serie B  | Serie B | Coppa Italia | Coppa Italia | Totale   | Totale |
| Giocatore        | Presenze | Reti    | Presenze     | Reti         | Presenze | Reti   |
| ---------------- | -------- | ------- | ------------ | ------------ | -------- | ------ |
| G. Bellini       | 28       | 2       | 5            | 0            | 33       | 2      |
| G. Biondi        | 26       | 4       | 5            | 0            | 31       | 4      |
| A. Carnevale (I) | 7        | 1       | 3            | 0            | 10       | 1      |
| A. Crusco        | 26       | 1       | -            | -            | 26       | 1      |
| M. De Simone     | 30       | 0       | 5            | 0            | 35       | 0      |
| D. Goletti       | 8        | -6      | -            | -            | 8        | -6     |
| M. Gori          | 23       | 2       | 4            | 0            | 27       | 2      |
| A. Imborgia      | 17       | 0       | 5            | 0            | 22       | 0      |
| O. Lamagni       | 34       | 1       | 5            | 0            | 39       | 1      |
| S. Loi           | 7        | 0       | 2            | 0            | 9        | 0      |
| D. Maggiora      | 27       | 0       | 5            | 0            | 32       | 0      |
| V. Marino        | 20       | 1       | -            | -            | 20       | 1      |
| V. Minguzzi      | 30       | -26     | 5            | -4           | 35       | -30    |
| L. Piras         | 30       | 7       | 4            | 1            | 34       | 8      |
| F. Poli          | 31       | 4       | 4            | 0            | 35       | 4      |
| R. Quagliozzi    | 29       | 1       | 3            | 0            | 32       | 1      |
| A. Ravot         | 14       | 1       | -            | -            | 14       | 1      |
| M. Rovellini     | 1        | 0       | -            | -            | 1        | 0      |
| M. Sacchi        | 1        | 0       | -            | -            | 1        | 0      |
| J.C. Uribe       | 31       | 4       | 5            | 2            | 36       | 6      |
| M. Valentini     | 17       | 1       | -            | -            | 17       | 1      |
| G. Vavassori     | 35       | 0       | 5            | 0            | 40       | 0      |
| D. Zannoni       | 14       | 0       | -            | -            | 14       | 0      |